# COP 13 (CBD) 2016 Cancun
Die 13. Konferenz der Vertragsparteien des Übereinkommens der Vereinten Nationen über die biologische Vielfalt (UNCBD) im Jahr 2022 (COP 15) fand vom 4. Dezember 2016 bis 17. Dezember 2016 in Cancún, Mexiko statt.
Die Konferenz wurde von über 6000 Teilnehmern besucht, darunter rund 4300 Delegierte aus 170 Ländern und über 400 Organisationen. Am Rande der UN-Biodiversitätskonferenz fanden über 300 Nebenveranstaltungen statt.